# Vallée d'Atriz
 (novembre 2023).
Si vous disposez d'ouvrages ou d'articles de référence ou si vous connaissez des sites web de qualité traitant du thème abordé ici, merci de compléter l'article en donnant les références utiles à sa vérifiabilité et en les liant à la section « Notes et références ».
La vallée d'Atriz est le nom espagnol du Hatunllacta qui signifie « terre des plus grands » (« tierra de los mayores ») dans la langue quechua, aussi appelée vallée d'Atres par certains auteurs comme Felipe Guaman Poma de Ayala.
Située au pied du volcan Galeras au milieu du Nœud de los Pastos, massif à l'origine de trois branches de la cordillère des Andes en Colombie, la vallée d'Atriz a une surface d'environ 8 819 hectares. San Juan de Pasto, capitale du département de Nariño au Sud de la Colombie, se trouve dans cette vallée.
Le nom du lieu n'est pas fermement établi mais son utilisation est courante et généralement acceptée.